# Edith Frank

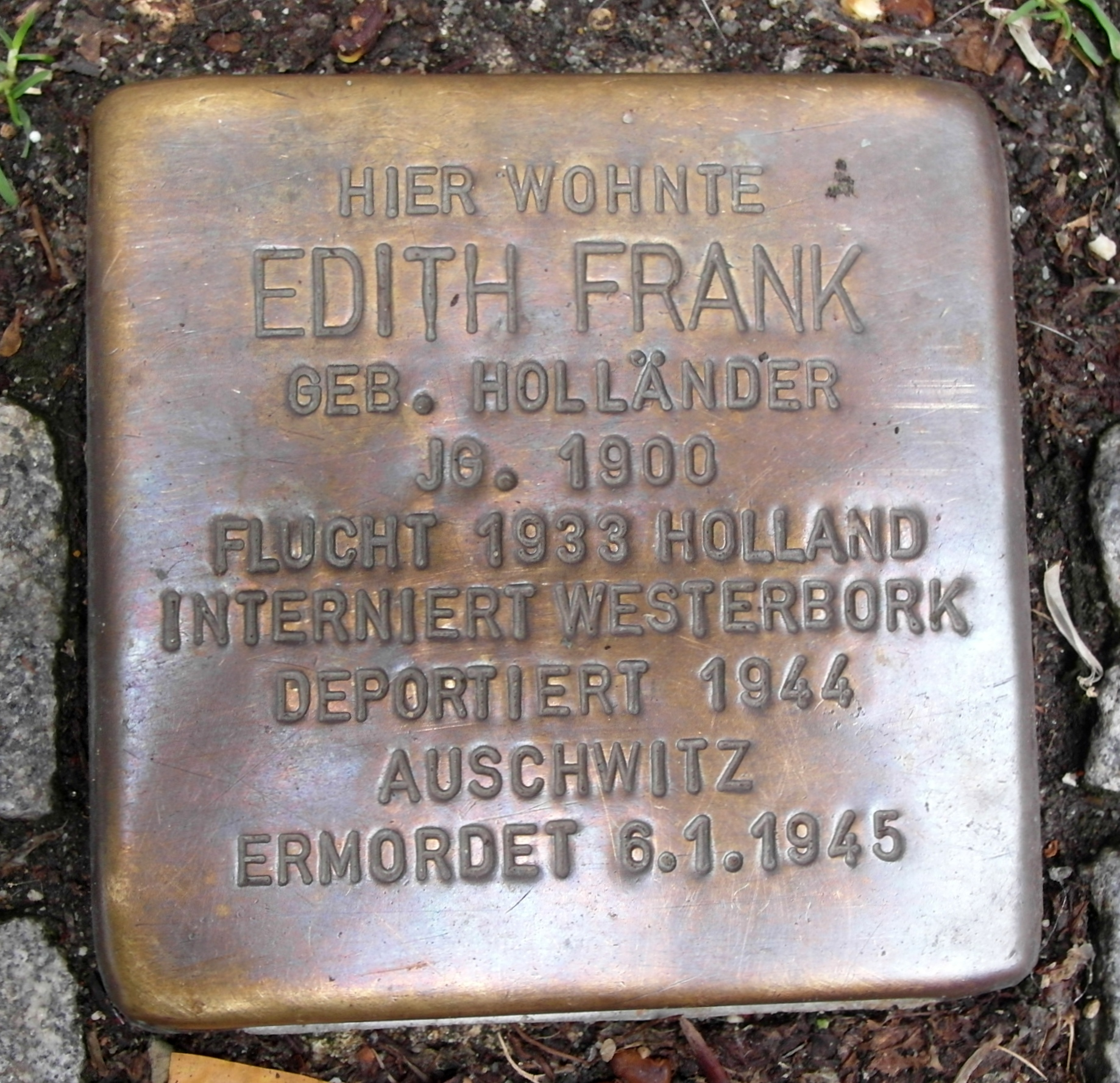
Stolperstein voor Edith Frank in Aken

Edith Frank-Holländer (Aken, 16 januari 1900 – Auschwitz-Birkenau, 6 januari 1945) was een Duits-Joodse vrouw. Ze was de moeder van Anne en Margot Frank.

## Jeugd
Edith was een dochter van Abraham Holländer (1860-1927) en Rosalie Stern (1866-1942) en een van hun vier kinderen. Naast Edith ook Julius (1894-1967), Walter (1897-1968), Herbert en Bettina (1898-1914). 
Edith groeide op in een welgestelde familie, die de Joodse tradities naleefde. Haar vader was een succesvol zakenman, die een handel in oud-metaal bezat. Hij en zijn echtgenote waren gerespecteerde leden van de Joodse gemeenschap van Aken. Edith had een kring van vrienden en vriendinnen, tenniste en zwom graag en las veel boeken. Na haar afstuderen aan de middelbare school werkte Edith enkele jaren in het familiebedrijf van haar ouders.

## Huwelijk
Edith Holländer ontmoette Otto Frank op het verlovingsfeest van een kennis van Frank. Later kwamen ze elkaar opnieuw tegen in de Italiaanse badplaats San Remo, waar ze verliefd werden. In april 1925 verloofde het koppel zich. Edith trouwde met Otto Frank op 12 mei 1925, Otto's zesendertigste verjaardag, in de synagoge van Aken, de stad waar Edith was geboren en getogen. Na hun huwelijksreis naar San Remo trok het echtpaar Frank Holländer in bij de moeder van Otto in Frankfurt am Main, Duitsland.

## Kinderen
Edith kreeg samen met Otto twee dochters, Margot en Anne. Margot werd geboren op 16 februari 1926. Het gezin verhuisde een jaar later, in 1927, naar een eigen ruim huurappartement aan de Marbachweg, gelegen aan de rand van Frankfurt. In datzelfde jaar overleed de vader van Edith op zesenzestigjarige leeftijd. 
Anne werd geboren op 12 juni 1929. Terwijl Edith het huishouden deed werkte haar man Otto bij de bankonderneming van zijn vader Michael Frank. Edith woont er met veel plezier. Jaren later schreef ze vanuit Amsterdam naar een oud buurmeisje: 'Ook voor ons behoren de jaren op de Marbachweg tot de mooiste'.
Edith en Otto waren gealarmeerd toen in de zomer van 1932 groepen van de Sturmabteilung, getooid met hakenkruizen door de straten van Frankfurt am Main marcheerden. Luidkeels zongen ze: "Als het Jodenbloed van het mes af spat, dan gaat het eens zo goed". De Nationaal Socialistische Duitse Arbeiders Partij (NSDAP) van Adolf Hitler was de grootste partij van Duitsland en behaalde bij de verkiezingen van juli 1932 ruim 37% van de stemmen. Een half jaar later kwam Adolf Hitler in Duitsland aan de macht. Het echtpaar Frank besloot daarop te emigreren.

## Verhuizen naar Nederland
Toen Adolf Hitler in 1933 in Duitsland aan de macht kwam en het door het toenemende antisemitisme steeds gevaarlijker werd voor Joden, besloten Edith en Otto om Duitsland te ontvluchten. Met behulp van zijn zwager kreeg Otto de kans in Amsterdam een nieuwe bedrijf Opekta genaamd op te zetten, een filiaal van het in 1928 in Keulen gestichte moederbedrijf Opekta Gmb. In juli 1933 ging Otto naar Nederland, terwijl Edith met haar dochters in Aken bij haar moeder Rosa Holländer logeerde. Na de oprichting van het bedrijf Opekta door Otto in Amsterdam, verhuisde Edith in november 1933 naar Amsterdam. Haar oudste dochter Margot verhuisde een maand later naar Nederland en Anne kwam op 16 februari 1934 aan; ze werd als cadeau voor de jarige Margot op tafel gezet. Edith had het moeilijk met haar nieuwe leven in Nederland. Ze had heimwee naar haar Duitsland, ze miste haar familie en vrienden. Ze ging geregeld terug naar Aken om haar moeder en broers te bezoeken.  De Nederlandse taal kreeg ze met moeite onder de knie. Edith was erg gastvrij; haar deur stond in Amsterdam altijd open voor de vrienden en vriendinnen van haar dochters. Samen met Otto maakte ze in Amsterdam zelf ook nieuwe vrienden; de meesten waren Duitse Joden die ook hun vaderland waren ontvlucht, zoals de familie Goslar en de familie Ledermann. Op sjabbat maakte Edith het gezellig en kwamen er vrienden langs. Onder hen bevonden zich ook de familie Van Pels en Fritz Pfeffer die later met de familie Frank onderdoken. Voor Edith was de Joodse traditie belangrijk. Ze bezocht geregeld de sjoel van de Liberaal Joodse Gemeente in de Tolstraat, waar ze ook soms een handje hielp.
Edith en Otto hielden de ontwikkelingen in nazi-Duitsland nauwlettend in de gaten. Edith maakte zich grote zorgen, maar liet daarvan niets merken aan haar dochters. Haar moeder Rosa Holländer, kwam in 1939 bij het gezin Frank wonen. Zij stierf bijna drie jaar later aan kanker, in januari 1942. Ze werd begraven op de joodse begraafplaats Gan Hasjalom in Hoofddorp.
Edith's broers Julius en Herbert lukte het na de `Kristallnacht' uit te wijken naar de Verenigde Staten. Daar zetten ze zich in om de familie Frank ook over te laten komen, maar die poging mislukte.

## Onderduiken
Tot de Duitse inval op 10 mei 1940 was Amsterdam voor de familie Frank een veilig toevluchtsoord. Vanwege de dreiging die uitging van nazi-Duitsland probeerde Otto Frank vanaf 1938 met zijn gezin naar Cuba of de Verenigde Staten te ontkomen, maar al zijn pogingen mislukten. In bezet Nederland volgde de een na de andere anti-Joodse maatregel; joden werden geregistreerd en geïsoleerd. Vanaf 1 mei 1942 moest Edith Frank, net als alle andere Joden in Nederland een gele ster dragen. Samen met Otto probeerde Edith er, ondanks de moeilijke omstandigheden het beste van te maken. Voor haar dochters werden op het Merwedeplein verjaardagsfeestjes en filmmiddagen georganiseerd en samen met haar dochter Margot bezocht ze huiskamerconcerten bij de familie Ledermann.
In de eerste maanden van 1942 begon Otto Frank met behulp van een aantal personeelsleden met het inrichten van een schuilplaats in het achterhuis van zijn bedrijfspand aan de Prinsengracht. Op 5 juli kreeg haar zestienjarige dochter Margot Frank een oproep om te gaan 'werken' in Duitsland. Edith en Otto vreesden voor het leven van hun dochter. Ze besloten daarom de volgende ochtend, op 6 juli, onder te duiken in het bedrijfspand van Otto in Amsterdam, bijgenaamd Het Achterhuis. Edith zat hier samen met haar gezin, de familie Van Pels en Fritz Pfeffer, ruim twee jaar lang ondergedoken. Tijdens de onderduikperiode botste Edith vaak met haar jongste dochter Anne, die met scherpe pen over haar moeder schreef, vooral gedurende het eerste jaar. Maar toen Anne Frank in januari 1944 deze passages in haar dagboek terug las, kon  ze zich niet meer voorstellen dat ze zo onaardig over haar moeder had geschreven.

## Deportatie en overlijden
Op 4 augustus 1944, na 25 maanden onderduik, werd het gezin (vermoedelijk) verraden en gearresteerd. Samen met de vier andere onderduikers uit het Achterhuis werden ze via het doorgangskamp Westerbork in Drenthe op 3 september op transport gezet naar het concentratie- en vernietigingskamp Auschwitz-Birkenau, in het bezette Polen. De acht onderduikers doorstonden de selectie voor de gaskamers. Otto Frank, Hermann van Pels, Peter van Pels en Fritz Pfeffer werden naar het nabijgelegen kamp Auschwitz I weggevoerd. Edith, Anne, Margot en Auguste van Pels bleven achter in het vrouwenkamp van Birkenau. Edith Frank overleed hier zonder familie in januari 1945 door ziekte en verzwakking. Ze werd bijna 45 jaar. Haar overlijden werd op 22 maart 1945 door Roosje de Winter-Levy aan Otto Frank doorgegeven. Hierover schreef hij in een notitieboekje: "22. Mevr. De Winter, Zutphen. Bericht overlijden van Edith op 6. Jan. 45 in het ziekenhuis uit zwakte zonder te lijden."
Haar beide dochters werden in november 1944 overgebracht naar het kamp Bergen-Belsen en stierven daar enkele maanden later, waarschijnlijk eind februari, aan vlektyfus. Haar echtgenoot Otto Frank was de enige van het gezin die de Holocaust overleefde.